# Stazione di Seriate
Stazione di Seriate vasútállomás Olaszországban, Lombardia régióban, Seriate településen.

## Vasútvonalak
Az állomást az alábbi vasútvonalak érintik:
- Lecco–Brescia-vasútvonal

## Kapcsolódó állomások
A vasútállomáshoz az alábbi állomások vannak a legközelebb:
- Stazione di Bergamo
- Stazione di Albano Sant'Alessandro